# Prostitution i Storbritannien
Prostitution och sexarbete i Storbritannien har en lång historia, åtminstone sedan romerska rikets Londinium. Under medeltiden etablerades officiella prostitutionsstråk i London, och senare har verksamheten vuxit trots allt större motarbetande från myndigheterna. Sedan 1900-talet är prostitution och jämförbart sexarbete lagligt i Storbritannien, med ett antal undantag för olika kringsysslor. Köp av sexuella tjänster är i de flesta fall tillåtet i alla delar av landet, utom i Nordirland där det råder förbud mot sexköp.

## Historia

### Bakgrund
Prostitution förekom i det romerska rikets Londinium – dagens London. Det förekom licensierade bordeller och tempel där man ägnade sig åt erotiskt "firande".

### Medeltiden till 1600-talet
England fick Europas tidigaste lag om reglerad prostitution, när kung Henrik II av England år 1161 tillät biskopen av Winchester att utfärda bordelltillstånd i det område i Southwark i London som föll under biskopens juristdiktion. Bordellerna kallades stew-houses eftersom de ofta fungerade som badhus, och stängdes ofta av biskopen då parlamentet sammanträdde i staden. De prostituerade fick inte gifta sig.
På 1200-talet utsågs Smithfield, ett område norr om St. Paul's Cathedral till prostitutionsstråk i London. 1241 gavs en gata i området det möjligen passande namnet Cock Lane.
Även andra städer i det medeltida England fick bordeller, oftast hänvisade till ett speciellt kvarter. År 1546 förbjöds dock bordeller på nationell nivå av Henrik VIII av England. Bordeller förmodades vara ansvariga för spridningen av syfilis, och prostitution förbjöds.

### 1700-talet

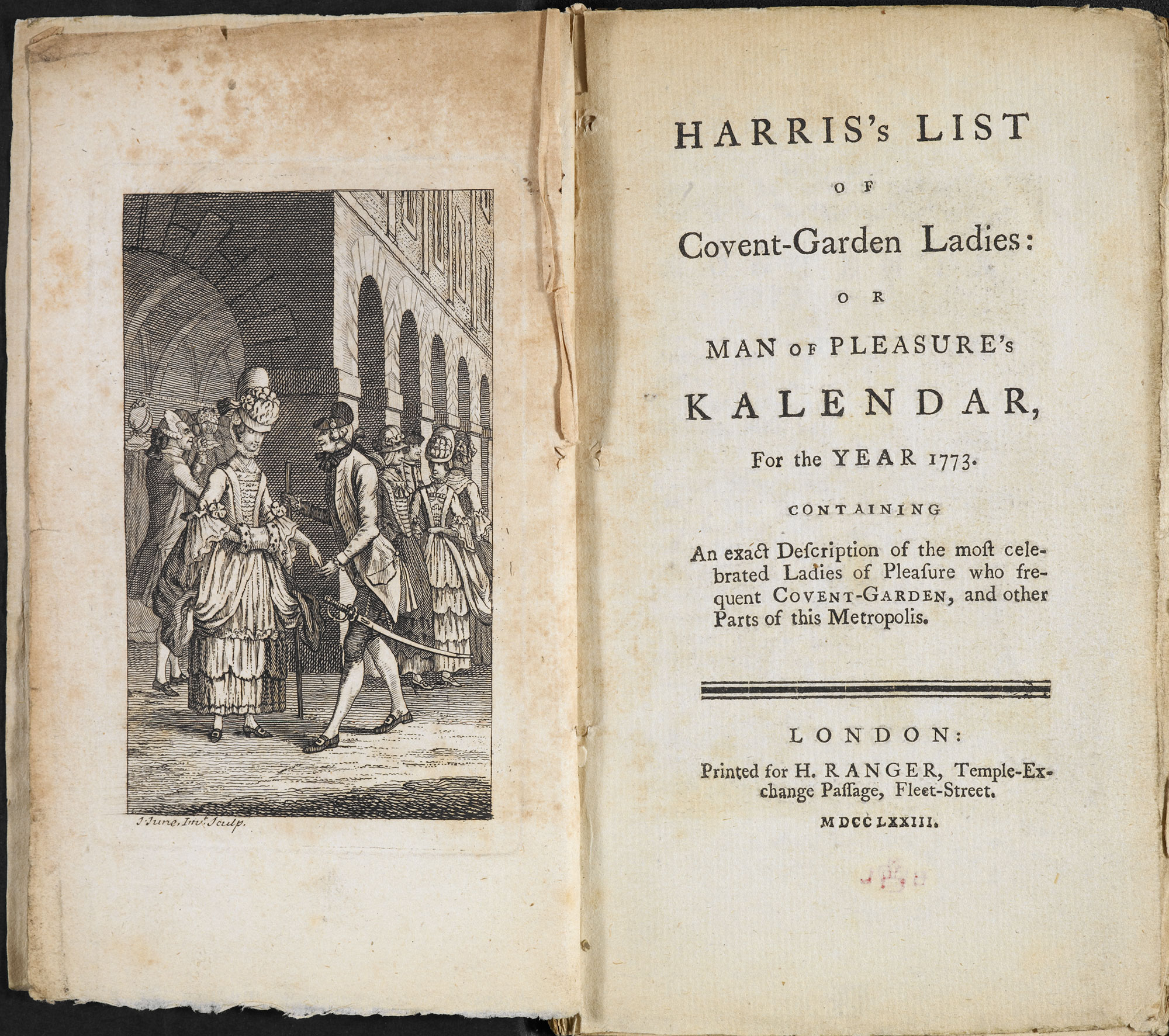
Årgång 1773 av Harris's List of Covent Garden Ladies.

Tillämpningen av bordellförbudet blev efterhand slappare, och under 1700-talet förekom en stor prostitutionsindustri i London – inklusive i City och Southwark. Covent Garden blev ett känt område för prostituerade, och i slutet av århundradet låg mer än två tredjedelar av stadens bordeller runt torget och gatan Strand. Mellan 1757 och 1795 publicerades årligen branschkatalogen Harris's List of Covent Garden Ladies, som listade stadens kända prostituerade. Denna katalog omnämns bland annat i TV-serien Syndarnas hus.
Parallellt uppkom under 1700-talet en minoritet av kurtisaner, en slags finare prostituerade som beskyddades av rika män och kunde hålla sig utanför det övriga prostitutionssystemets regler och sköta sina egna affärer. De tillhörde den sällsynta minoritet prostituerade som kunde bli rika på sitt yrke. Den mest kända brittiska kurtisaneran var kanske den viktorianska epoken, där Catherine Walters är en av dess mest kända exempel. Andra kända namn var Kitty Fisher och Fanny Murray.
Förbudet mot bordellinnehav upprepades i form av Disorderly Houses Act 1751. I slutet av 1700-talet blev allmänhetens attityd mot prostituerade allt mer negativ, vilket bland annat medförde att "Harris' List" tvangs sluta med sin utgivning 1795. Omkring sekelskiftet 1800 förde även den evangeliska rörelsen en kampanj mot toleransen av prostitutionen. Covent Garden "gentrifierades", efter att parlamentet 1813 instiftade en lag för att städa upp i området.

### 1800-talet
Vagrancy Act 1824 introducerades det nedvärderande begreppet common prostitute ('vanlig prostituerad'), och man belade prostitution med ett straff på två månaders straffarbete. Town Police Clauses Act 1847 gjorde det olagligt för prostituerade att samlas offentligt. En stor del av prostitutionen drevs rent konkret av utbredd fattigdom.
Genom Contagious Diseases Acts infördes 1864 systemet med reglementerad prostitution i Storbritannien, där prostituerade fram till 1886 underkastades registrering och regelbundna tvångsundersökningar för sexuellt överförbara sjukdomar. Denna reglementering bekämpades av kvinnorörelsen, som slutligen lyckades avskaffa den. Antalet prostituerade i London under den viktorianska eran har bedömts ha varit minst 8 000, med alternativa och mer ifrågasatta siffror på uppemot 80 000.
I det sena 1800-talets London rekryterade prostituerade ofta sina kunder i "nöjeskvarter", runt järnvägsstationer, hamnområden och militärbaser. Soldater och sjömän tillhörde då de största kundgrupperna. Andra områden där prostitution var vanligt i det viktorianska London var Piccadilly Circus och West End i övrigt.

### 1900-talet och senare år
I början av 1900-tal var prostitutionen inte olaglig men motarbetades av samhället. Detta drabbade under mellankrigstiden framför allt kvinnor ur arbetarklassen. Forskaren Julia Laite har ställt det tidiga 1900-talets prostitution i ett sammanhang där alternativet för många unga kvinnor var ett otryggt, slitsamt och dåligt betalt hemarbete hos "bättre bemedlades" hem.
I London var Soho ett centrum för prostitutionen under stora delar av 1900-talet. Styret i Westminster inledde i början av 2000-talet ett arbete för att gentrifiera Soho. Parallellt flyttade stora delar av marknadsföringen av sexuella tjänster över till Internet, vilket gjorde gatuprostitutionen mindre framträdande.
I Storbritannien är försäljning och köp av sexuella tjänster som sådant numera inte olagligt. Däremot är många relaterade fenomen kriminaliserade, såsom att göra upp en affär offentligt, äga eller driva en bordell, kontrollera en sexarbetare och hens inkomster (hallickverksamhet), köp av sexuella tjänster från en person som är offer för människohandel och offentlig annonsering för sexuella tjänster. Detta regleras under lagstiftningen Sexual Offences Act 2003. Sexköp är tillåtet i hela landet utom i Nordirland (där det blev olagligt 2015).

## Forskning och språkbruk
Prostitution i Storbritannien har tilldragit sig intresse från ett antal olika forskare och akademiker. Bland dessa finns Teela Sanders, Maggie O'Neill och Julia Laite. Kathleen Lubey har studerat pornografi och annan erotica genom historien.
Sedan sent 1900-tal beskrivs ofta den samtida brittiska prostitution i termer som "försäljning av sexuella tjänster" eller sexarbete, delvis inspirerat av den sexarbetarledda rättighetsrörelsen. Under tidigt 2000-tal har även brittiska polismyndigheter övergått till detta språkbruk, åtminstone som en paraplybeteckning som berör alla typer av sexarbetare.